# Wilson Santiago Filho
José Wilson Santiago Filho (João Pessoa, 10 de agosto de 1989) é um advogado e político brasileiro, filiado ao Republicanos. Foi o segundo deputado federal mais jovem da história da Câmara dos Deputados ao se eleger nas eleições de 2010 pelo Partido do Movimento Democrático Brasileiro (PMDB) com 105.822 votos.
Foi reeleito deputado federal em 2014, para a 55.ª legislatura (2015-2019), pelo PTB. Na nova legislatura, votou a favor da admissibilidade do processo de impeachment de Dilma Rousseff. Já durante o Governo Michel Temer, votou a favor da PEC do Teto dos Gastos Públicos. Em abril de 2017 foi favorável à Reforma Trabalhista. Em agosto de 2017 se ausentou da votação votou em que se pedia abertura de investigação do presidente Michel Temer, ajudando a arquivar a denúncia do Ministério Público Federal.
Em 2018, foi eleito deputado estadual pela Paraíba, obtendo 31.781 votos. Em 2022, foi reeleito com 47.129 votos.
Em 13 de junho de 2024 tomou posse como secretário de Estado da Educação da Paraíba, cargo que ocupa até hoje.